# 卓玛嘉
卓玛嘉（藏文：  威利：Dolma Kyab，1976年—）西藏作家、教员，中國青海省祁连县安多阿柔人，《骚动的喜马拉雅》作者。

## 个人经历
卓玛嘉出生在安多阿柔地区，即今青海省祁连县的一个村落，在五个兄弟姐妹中排行第四。1995年进入青海师范学校学习，毕业后从事教员工作，后考入北京大学某研究所深造。2003年12月流亡印度达兰萨拉，在西藏流亡政府创办的成人学校专修英语，并完成其代表作《骚动的喜马拉雅》。2004年5月回到西藏，在拉萨教授历史。2005年3月在准备写作一部有关西藏历史地理的新书时被中共拉萨当局逮捕，并于当年被秘密审判，以“煽动颠覆国家政权罪”判处十年半有期徒刑，关押在曲水监狱，在狱中被酷刑虐待。 2005年11月，卓玛加在拉萨曲水监狱中托人悄悄带出一封信件，数月后这封信传至境外，卓玛嘉在信中呼吁联合国人权理事会关注自己的状况，强调他是因为在当时还未出版的《骚乱的喜马拉雅山》一书中，表达了对西藏问题所持的观点，才遭到拘捕并被冠以“间谍罪”，其他方面还透露，2005年11月，联合国酷刑问题特派专员诺瓦克视察曲水监狱时，狱方特别将自己转移到其他地方，因此未能将真实状况告知联合国代表。2007年7月转移至西宁劳改农场，并患有重病。2015年10月8日刑满释放，回家途中受藏人僧俗隆重欢迎。

## 获奖
2012年11月获国际笔会独立中文笔会颁发的第七届“狱中作家奖”或第三届“刘晓波写作勇气奖”。

## 资料来源
- （页面存档备份，存于）西藏作家卓玛嘉荣获2012年“狱中作家奖”
- （页面存档备份，存于）西藏作家卓玛嘉满刑回家，家乡民众敬献哈达庆贺
- （页面存档备份，存于）西藏作家卓玛嘉被判处10年徒刑